# Kilshane Abbey
Kilshane Abbey (Kilsonna) ist eine ehemalige Zisterzienserabtei im Townland Kilshane (irisch Cill Sheáin, „Johanns Kirche“) in der Gemeinde (Parish) Ballingarry (Baile an Gharraí) im County Limerick in Irland, über die nur wenig bekannt ist.

## Geschichte
Die Abtei wurde 1198 als Tochterkloster von Corcomroe Abbey gegründet und gehörte damit der Filiation der Primarabtei Clairvaux an. 1273 wurde der Abt Florentius O’Tigernach Bischof von Kilfenora.  Wohl im 14. Jahrhundert wurde die Abtei mit Corcomroe Abbey vereinigt.
Gelegentlich wird Kilshane Abbey unter der Bezeichnung Kilshanny Abbey im County Clare vermutet, wo es eine St.-Augustinus-Abtei gab. Hierbei dürfte es sich jedoch um eine Verwechslung handeln (vgl. Janauschek).

## Bauten und Anlage
Offenbar ist die Anlage vollständig verschwunden.